# Eckerö kyrka

Eckerö kyrka är en kyrkobyggnad i Kyrkoby i Eckerö kommun på Åland. Kyrkan är från slutet av 1200-talet och tillägnad martyrhelgonet St Laurenzius (St Lars). Kyrkan är församlingskyrka i Eckerö församling.

## Historia
Platsen vittnar om aktivitet långt tillbaka i tiden. Strax norr om kyrkan ligger ett gravfält från järnåldern, och ytterligare en lite bit norrut passerar den gamla postrotevägen mellan Sverige och fasta Finland.
Funna mynt, gravläggningar samt kyrkans lillklocka indikerar att en äldre kyrka funnits på platsen, sannolikt byggd i trä.

Även på Signilskär ca 12 km väster om Eckerö kyrka finns ruinerna av ett kapell från medeltiden, eventuellt även detta från sent 1200-tal.

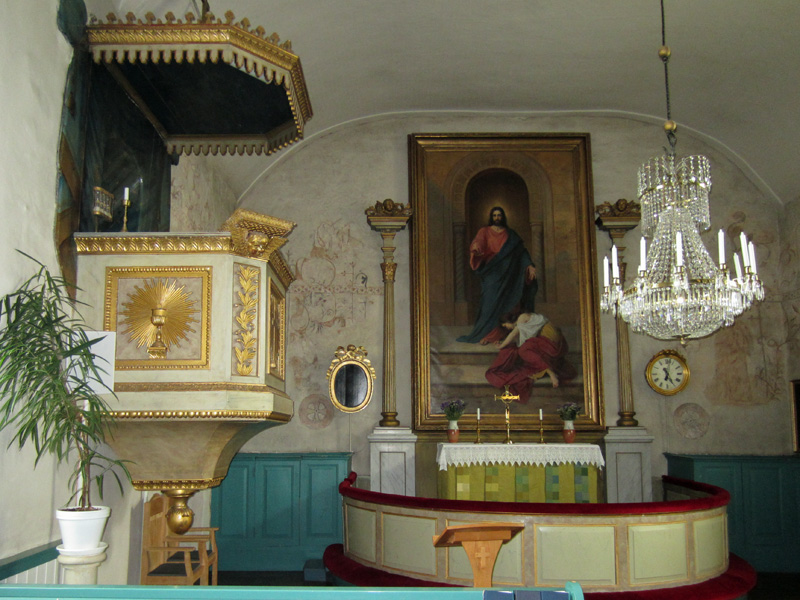
Interiör

## Kyrkobyggnaden
Den första stenkyrkan byggdes i slutet av 1200-talet i åländsk röd granit. Det ovanligt breda tornet byggdes till 1467. Väggmålningarna kom till under senmedeltiden. Det finns en målning av en biskop med en dopfunt som kan vara en avbildning av kyrkans dopfunt i trä.

## Inventarier
- Dopfunt i trä från senmedeltid[1]
- Madonna i trä – gotländskt arbete från ca 1300[1]
- Krucifix från 1300-talet[1]
- Lillklocka från tidigt 1200-tal – alltså äldre än stenkyrkan[1]
- Altartavla från1876 målad av Bernhard Reinhold

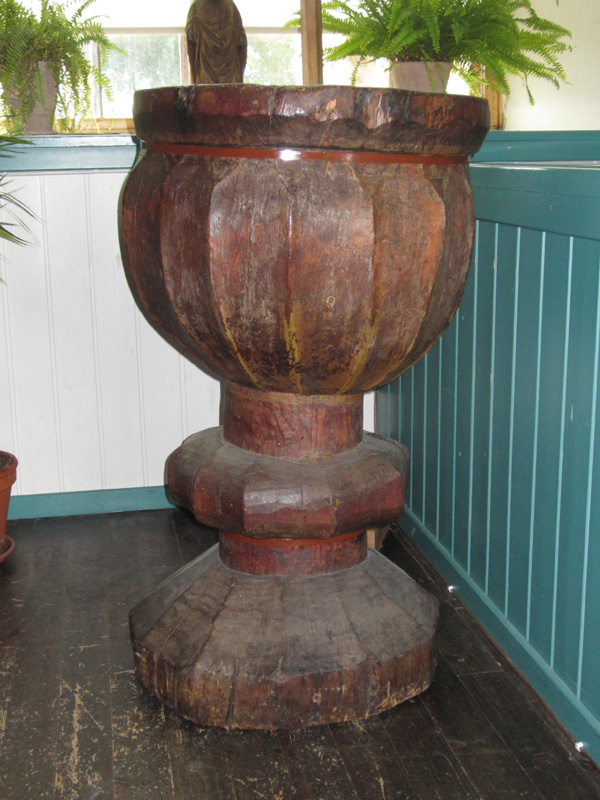
Dopfunt i trä
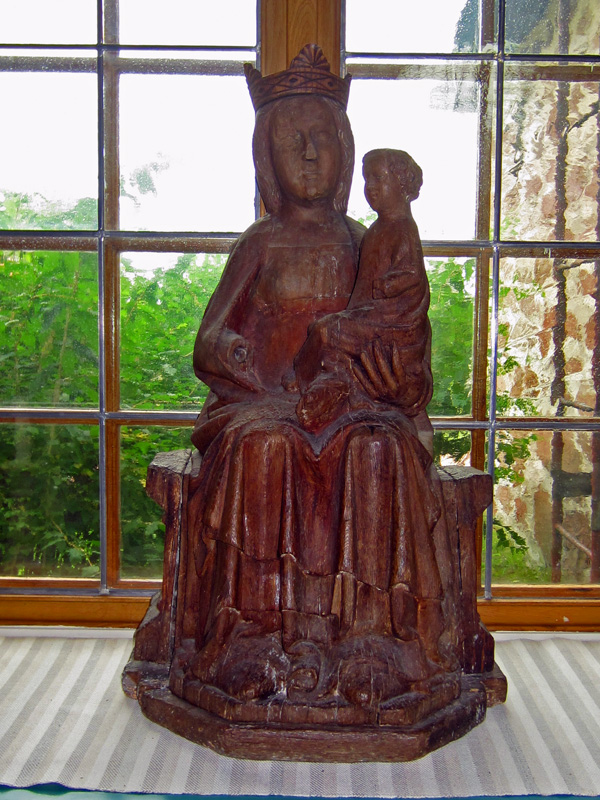
Madonna i trä

### Orgel

#### Ravanderorgel
- 1861 byggde Adam Ravander en orgel. Den stod på läktaren på södra sidan. Orgeln flyttas 1927. 1983 restaureras orgeln av Hans Heinrich och flyttas då till sin ursprungliga plats.[3]

| Manual C-f3      | Pedal C-H     |
| Principal 8’     | Bihängd pedal |
| Fleut amabile 8’ |               |
| Gedacht 8’       |               |
| Octava 4’        |               |
| Fleut 4'         |               |
| Qvinta 3’        |               |
| Octava 2'        |               |

#### Kangsalaorgel
- 1927 bygger Kangasala en orgel med 7 stämmor. Orgeln rivs 1974.
- 1974 bygger Hans Heinrich en orgel med 7 stämmor.
- 1990 placeras en digitalorgel på västläktaren bakom Kangasalafasaden[3]